# Campionati mondiali di nuoto in vasca corta 2022
I campionati mondiali di nuoto in vasca corta 2022 si sono svolti dal 13 al 18 dicembre 2022 presso il Melbourne Sports and Aquatic Centre di Melbourne in Australia. È stata quindi la sedicesima edizione della competizione organizzata dalla Federazione internazionale del nuoto (FINA). Originariamente erano stati programmati dal 17 al 22 dicembre 2022 all'Aquatics Palace di Kazan', in Russia, ma sono stati riassegnati all'Australia in seguito all'invasione russa dell'Ucraina del 2022, che ha anche visto l'esclusione di tutti gli atleti e le atlete di Russia e Bielorussia dalla competizione.

## Qualificazioni
Il periodo di qualificazione per i mondiali è stato dal 24 luglio 2021 al 13 novembre 2022.
Nella tabella che segue ci sono i tempi necessari per qualificarsi. 
Il tempo "A" è il più veloce tra il tempo di qualificazione ai precedenti mondiali e il sedicesimo tempo degli scorsi mondiali, mentre il tempo "B" è il tempo A moltiplicato per 103,5%. Per gli 800m stile libero maschili e i 1500m stile libero femminili, che sono stati inseriti a questi mondiali per la prima volta, sono stati basati sui rispettivi dell'altro genere e adattati.
| Evento             | Uomini   | Donne    | Uomini   | Donne    |
| Evento             | "A"      | "A"      | "B"      | "B"      |
| ------------------ | -------- | -------- | -------- | -------- |
| 50m stile libero   | 21.40    | 24.44    | 22.15    | 25.30    |
| 100m stile libero  | 47.23    | 53.78    | 48.88    | 55.66    |
| 200m stile libero  | 1:44.08  | 1:55.60  | 1:47.72  | 1:59.65  |
| 400m stile libero  | 3:42.50  | 4:06.95  | 3:50.29  | 4:15.59  |
| 800m stile libero  | 7:45.02  | 8:29.17  | 8:01.30  | 8:46.99  |
| 1500m stile libero | 14:49.29 | 16:15.27 | 15:20.42 | 16:49.40 |
| 50m dorso          | 23.75    | 26.81    | 24.58    | 27.75    |
| 100m dorso         | 51.30    | 58.08    | 53.10    | 1:00.11  |
| 200m dorso         | 1:52.66  | 2:07.19  | 1:56.60  | 2:11.64  |
| 50m rana           | 26.57    | 30.45    | 27.50    | 31.52    |
| 100m rana          | 57.63    | 1:06.18  | 59.65    | 1:08.50  |
| 200m rana          | 2:06.23  | 2:23.38  | 2:10.65  | 2:28.40  |
| 50m farfalla       | 22.91    | 25.82    | 23.71    | 26.72    |
| 100m farfalla      | 50.57    | 57.40    | 52.34    | 59.41    |
| 200m farfalla      | 1:53.61  | 2:08.85  | 1:57.59  | 2:13.36  |
| 100m misti         | 52.98    | 59.65    | 54.83    | 1:01.74  |
| 200m misti         | 1:55.25  | 2:10.16  | 1:59.28  | 2:14.72  |
| 400m misti         | 4:09.19  | 4:37.54  | 4:17.91  | 4:47.25  |

## Programma[5]

### Gare maschili
| B | Batterie | SF | Semifinali | F | Finali |

| Sessione mattutina | 01:00 (UTC+1) | Sessione pomeridiana | 09:30 (UTC+1) |

| Data →              | 13 | 13 | 14 | 14 | 15 | 15 | 16 | 16 | 17 | 17 | 18 | 18 |
| Evento ↓            | M  | P  | M  | P  | M  | P  | M  | P  | M  | P  | M  | P  |
| ------------------- | -- | -- | -- | -- | -- | -- | -- | -- | -- | -- | -- | -- |
| 50m stile libero    |    |    |    |    |    |    | B  | SF |    | F  |    |    |
| 100m stile libero   |    |    | B  | SF |    | F  |    |    |    |    |    |    |
| 200m stile libero   |    |    |    |    |    |    |    |    |    |    | B  | F  |
| 400m stile libero   |    |    |    |    | B  | F  |    |    |    |    |    |    |
| 800m stile libero   |    |    |    |    |    |    |    |    | B  | F  |    |    |
| 1500m stile libero  | B  | F  |    |    |    |    |    |    |    |    |    |    |
| 50m dorso           |    |    |    |    | B  | SF |    | F  |    |    |    |    |
| 100m dorso          | B  | SF |    | F  |    |    |    |    |    |    |    |    |
| 200m dorso          |    |    |    |    |    |    |    |    |    |    | B  | F  |
| 50m rana            |    |    |    |    |    |    |    |    | B  | SF |    | F  |
| 100m rana           |    |    | B  | SF |    | F  |    |    |    |    |    |    |
| 200m rana           |    |    |    |    |    |    | B  | F  |    |    |    |    |
| 50m farfalla        | B  | SF |    | F  |    |    |    |    |    |    |    |    |
| 100m farfalla       |    |    |    |    |    |    |    |    | B  | SF |    | F  |
| 200m farfalla       |    |    |    |    | B  | F  |    |    |    |    |    |    |
| 100m misti          |    |    |    |    | B  | SF |    | F  |    |    |    |    |
| 200m misti          | B  | F  |    |    |    |    |    |    |    |    |    |    |
| 400m misti          |    |    |    |    |    |    |    |    | B  | F  |    |    |
| 4x50m stile libero  |    |    |    |    | B  | F  |    |    |    |    |    |    |
| 4x100m stile libero | B  | F  |    |    |    |    |    |    |    |    |    |    |
| 4x200m stile libero |    |    |    |    |    |    | B  | F  |    |    |    |    |
| 4x50m misti         |    |    |    |    |    |    |    |    | B  | F  |    |    |
| 4x100m misti        |    |    |    |    |    |    |    |    |    |    | B  | F  |
| Finali              | 3  | 3  | 2  | 2  | 5  | 5  | 4  | 4  | 4  | 4  | 5  | 5  |

### Gare femminili
| Data →              | 13 | 13 | 14 | 14 | 15 | 15 | 16 | 16 | 17 | 17 | 18 | 18 |
| Evento ↓            | M  | P  | M  | P  | M  | P  | M  | P  | M  | P  | M  | P  |
| ------------------- | -- | -- | -- | -- | -- | -- | -- | -- | -- | -- | -- | -- |
| 50m stile libero    |    |    |    |    |    |    | B  | SF |    | F  |    |    |
| 100m stile libero   |    |    | B  | SF |    | F  |    |    |    |    |    |    |
| 200m stile libero   |    |    |    |    |    |    |    |    |    |    | B  | F  |
| 400m stile libero   | B  | F  |    |    |    |    |    |    |    |    |    |    |
| 800m stile libero   |    |    | B  | F  |    |    |    |    |    |    |    |    |
| 1500m stile libero  |    |    |    |    |    |    | B  | F  |    |    |    |    |
| 50m dorso           |    |    |    |    | B  | SF |    | F  |    |    |    |    |
| 100m dorso          | B  | SF |    | F  |    |    |    |    |    |    |    |    |
| 200m dorso          |    |    |    |    |    |    |    |    |    |    | B  | F  |
| 50m rana            |    |    |    |    |    |    |    |    | B  | SF |    | F  |
| 100m rana           |    |    | B  | SF |    | F  |    |    |    |    |    |    |
| 200m rana           |    |    |    |    |    |    | B  | F  |    |    |    |    |
| 50m farfalla        | B  | SF |    | F  |    |    |    |    |    |    |    |    |
| 100m farfalla       |    |    |    |    |    |    |    |    | B  | SF |    | F  |
| 200m farfalla       |    |    |    |    | B  | F  |    |    |    |    |    |    |
| 100m misti          |    |    |    |    | B  | SF |    | F  |    |    |    |    |
| 200m misti          | B  | F  |    |    |    |    |    |    |    |    |    |    |
| 400m misti          |    |    |    |    |    |    |    |    | B  | F  |    |    |
| 4x50m stile libero  |    |    |    |    | B  | F  |    |    |    |    |    |    |
| 4x100m stile libero | B  | F  |    |    |    |    |    |    |    |    |    |    |
| 4x200m stile libero |    |    | B  | F  |    |    |    |    |    |    |    |    |
| 4x50m misti         |    |    |    |    |    |    |    |    | B  | F  |    |    |
| 4x100m misti        |    |    |    |    |    |    |    |    |    |    | B  | F  |
| Finali              | 3  | 3  | 4  | 4  | 4  | 4  | 4  | 4  | 3  | 3  | 5  | 5  |

### Gare miste
| Data →             | 13 | 13 | 14 | 14 | 15 | 15 | 16 | 16 | 17 | 17 | 18 | 18 |
| Evento ↓           | M  | P  | M  | P  | M  | P  | M  | P  | M  | P  | M  | P  |
| ------------------ | -- | -- | -- | -- | -- | -- | -- | -- | -- | -- | -- | -- |
| 4x50m stile libero |    |    |    |    |    |    | B  | F  |    |    |    |    |
| 4x50m misti        |    |    | B  | F  |    |    |    |    |    |    |    |    |
| Finali             | 0  | 0  | 1  | 1  | 0  | 0  | 1  | 1  | 0  | 0  | 0  | 0  |

## Medagliere
| Posiz. | Nazione           | Oro | Argento | Bronzo | Totale |
| ------ | ----------------- | --- | ------- | ------ | ------ |
| 1      | Stati Uniti       | 17  | 13      | 6      | 36     |
| 2      | Australia         | 13  | 8       | 5      | 26     |
| 3      | Italia            | 5   | 6       | 5      | 16     |
| 4      | Canada            | 3   | 4       | 7      | 14     |
| 5      | Sudafrica         | 3   | 1       | 1      | 5      |
| 6      | Giappone          | 2   | 2       | 2      | 6      |
| 7      | Francia           | 1   | 3       | 1      | 5      |
| 8      | Paesi Bassi       | 1   | 1       | 6      | 8      |
| 9      | Hong Kong         | 1   | 1       | 0      | 2      |
| 10     | Lituania          | 1   | 0       | 1      | 2      |
| 11     | Brasile           | 1   | 0       | 0      | 1      |
| 11     | Corea del Sud     | 1   | 0       | 0      | 1      |
| 11     | Isole Cayman      | 1   | 0       | 0      | 1      |
| 14     | Nuova Zelanda     | 0   | 2       | 0      | 2      |
| 15     | Gran Bretagna     | 0   | 1       | 3      | 4      |
| 16     | Norvegia          | 0   | 1       | 1      | 2      |
| 16     | Polonia           | 0   | 1       | 1      | 2      |
| 16     | Svizzera          | 0   | 1       | 1      | 2      |
| 19     | Romania           | 0   | 1       | 0      | 1      |
| 20     | Svezia            | 0   | 0       | 3      | 3      |
| 21     | Cina              | 0   | 0       | 2      | 2      |
| 21     | Germania          | 0   | 0       | 2      | 2      |
| 23     | Trinidad e Tobago | 0   | 0       | 1      | 1      |
| 23     | Ungheria          | 0   | 0       | 1      | 1      |
| Totale | Totale            | 50  | 46      | 49     | 145    |

## Podi

### Uomini
| Evento                          | Oro | Tempo    | Argento | Tempo         | Bronzo | Tempo    |
| Stile libero                    | |          | |               | |          |
| 50 m (dettagli)                 | Jordan Crooks | 20"46    | Benjamin Proud | 20"49         | Dylan Carter | 20"72    |
| 100 m (dettagli)                | Kyle Chalmers | 45"16    | Maxime Grousset                                                                                                   | 45"41         | Alessandro Miressi | 45"57    |
| 200 m (dettagli)                | Hwang Sun-woo | 1'39"72  | David Popovici | 1'40"79       | Thomas Dean | 1'40"86  |
| 400 m (dettagli)                | Kieran Smith | 3'34"38  | Thomas Neill | 3'35"05       | Danas Rapšys | 3'36"26  |
| 800 m (dettagli)                | Gregorio Paltrinieri | 7'29"99  | Henrik Christiansen                                                                                               | 7'31"48       | Logan Fontaine | 7'33"12  |
| 1500 m (dettagli)               | Gregorio Paltrinieri | 14'16"88 | Damien Joly | 14'19"62      | Henrik Christiansen | 14'24"08 |
| Dorso                           | |          | |               | |          |
| 50 m (dettagli)                 | Ryan Murphy | 22"64    | Isaac Cooper | 22"73         | Kacper Stokowski | 22"74    |
| 100 m (dettagli)                | Ryan Murphy | 48"50    | Lorenzo Mora | 49"04         | Isaac Cooper | 49"52    |
| 200 m (dettagli)                | Ryan Murphy | 1'47"41  | Shaine Casas | 1'48"01       | Lorenzo Mora | 1'48"45  |
| Rana                            | |          | |               | |          |
| 50 m (dettagli)                 | Nic Fink | 25"38    | Nicolò Martinenghi                                                                                                | 25"42         | Simone Cerasuolo | 25"68    |
| 100 m (dettagli)                | Nic Fink | 55"88    | Nicolò Martinenghi                                                                                                | 56"07         | Adam Peaty | 56"25    |
| 200 m (dettagli)                | Daiya Seto | 2'00"35  | Nic Fink | 2'01"60       | Qin Haiyang | 2'02"22  |
| Farfalla                        | |          | |               | |          |
| 50 m (dettagli)                 | Nicholas Santos | 21"78    | Noè Ponti | 21"96         | Szebasztián Szabó | 21"98    |
| 100 m (dettagli)                | Chad le Clos | 48"59    | Ilya Kharun | 49"03         | Marius Kusch | 49"12    |
| 200 m (dettagli)                | Chad le Clos | 1'48"27  | Daiya Seto | 1'49"22       | Noè Ponti | 1'49"42  |
| Misti                           | |          | |               | |          |
| 100 m (dettagli)                | Thomas Ceccon | 50"97    | Javier Acevedo | 51"05         | Finlay Knox | 51"10    |
| 200 m (dettagli)                | Matthew Sates | 1'50"15  | Carson Foster | 1'50"96       | Finlay Knox | 1'51"04  |
| 400 m (dettagli)                | Daiya Seto | 3'55"75  | Carson Foster | 3'57"63       | Matthew Sates | 3'59"21  |
| Staffette                       | |          | |               | |          |
| 4x50 m stile libero (dettagli)  | Australia Isaac Cooper Matthew Temple Flynn Zareb Southam Kyle Chalmers Grayson Bell*                                                                                         | 1'23"44  | Italia Alessandro Miressi Leonardo Deplano Thomas Ceccon Manuel Frigo Paolo Conte Bonin*                          | 1'23"48       | Paesi Bassi Kenzo Simons Nyls Korstanje Stan Pijnenburg Thom de Boer                                                                           | 1'23"75  |
| 4x100 m stile libero (dettagli) | Italia Alessandro Miressi Paolo Conte Bonin Leonardo Deplano Thomas Ceccon Manuel Frigo*                                                                                      | 3'02"75  | Australia Flynn Zareb Southam Matthew Temple Thomas Neill Kyle Chalmers Shaun Champion*                           | 3'04"63       | Stati Uniti Drew Kibler Shaine Casas Carson Foster Kieran Smith David Curtiss* Trenton Julian*                                                 | 3'05"09  |
| 4x200 m stile libero (dettagli) | Stati Uniti Kieran Smith Carson Foster Trenton Julian Drew Kibler Jake Foster* Jake Magahey*                                                                                  | 6'44"12  | Australia Thomas Neill Kyle Chalmers Flynn Zareb Southam Mack Horton Clyde Lewis* Stuart Swinburn* Brendon Smith* | 6'46"54       | Italia Matteo Ciampi Thomas Ceccon Alberto Razzetti Paolo Conte Bonin Manuel Frigo*                                                            | 6'49"63  |
| 4x50 m misti (dettagli)         | Italia Lorenzo Mora Nicolò Martinenghi Matteo Rivolta Leonardo Deplano Simone Cerasuolo* Thomas Ceccon* Alessandro Miressi*                                                   | 1'29"72  | Stati Uniti Ryan Murphy Nic Fink Shaine Casas Michael Andrew Hunter Armstrong* Trenton Julian* Kieran Smith*      | 1'30"37       | Australia Isaac Alan Cooper Grayson Bell Matthew Temple Kyle Chalmers Shaun Champion* Flynn Zareb Southam*                                     | 1'30"81  |
| 4x100 m misti (dettagli)        | Australia Isaac Cooper Joshua Yong Matthew Temple Kyle Chalmers Shaun Champion* Stati Uniti Ryan Murphy Nic Fink Trenton Julian Kieran Smith Hunter Armstrong* Carson Foster* | 3'18"98  | Non assegnato | Non assegnato | Italia Lorenzo Mora Nicolò Martinenghi Matteo Rivolta Alessandro Miressi Alberto Razzetti* Simone Cerasuolo* Thomas Ceccon* Paolo Conte Bonin* | 3'19"06  |

Nota: * indica i nuotatori che hanno gareggiato solamente in batteria.

### Donne
| Evento                          | Oro | Tempo    | Argento | Tempo         | Bronzo | Tempo    |
| Stile libero                    | |          | |               | |          |
| 50 m (dettagli)                 | Emma McKeon | 23"04    | Katarzyna Wasick | 23"55         | Anna Hopkin                                                                                                 | 23"68    |
| 100 m (dettagli)                | Emma McKeon | 50"77    | Siobhán Haughey | 50"87         | Marrit Steenbergen                                                                                          | 51"25    |
| 200 m (dettagli)                | Siobhán Haughey | 1'51"65  | Rebecca Smith | 1'52"24       | Marrit Steenbergen                                                                                          | 1'52"28  |
| 400 m (dettagli)                | Lani Pallister | 3'55"04  | Erika Fairweather | 3'56"00       | Leah Smith                                                                                                  | 3'59"78  |
| 800 m (dettagli)                | Lani Pallister | 8'04"07  | Erika Fairweather | 8'10"41       | Miyu Namba                                                                                                  | 8'12"98  |
| 1500 m (dettagli)               | Lani Pallister | 15'21"43 | Miyu Namba | 15'46"76      | Kensey McMahon                                                                                              | 15'49"15 |
| Dorso                           | |          | |               | |          |
| 50 m (dettagli)                 | Margaret MacNeil | 25"25    | Claire Curzan | 25"54         | Mollie O'Callaghan                                                                                          | 25"61    |
| 100 m (dettagli)                | Kaylee McKeown | 55"49    | Mollie O'Callaghan | 55"62         | Claire Curzan Ingrid Wilm                                                                                   | 55"74    |
| 200 m (dettagli)                | Kaylee McKeown | 1'59"26  | Claire Curzan | 2'00"53       | Kylie Masse                                                                                                 | 2'01"26  |
| Rana                            | |          | |               | |          |
| 50 m (dettagli)                 | Rūta Meilutytė | 28"50    | Lara van Niekerk | 29"09         | Lilly King                                                                                                  | 29"11    |
| 100 m (dettagli)                | Lilly King | 1'02"67  | Tes Schouten | 1'03"90       | Anna Elendt                                                                                                 | 1'04"05  |
| 200 m (dettagli)                | Kate Douglass | 2'15"77  | Lilly King | 2'17"13       | Tes Schouten                                                                                                | 2'18"19  |
| Farfalla                        | |          | |               | |          |
| 50 m (dettagli)                 | Torri Huske Margaret MacNeil                                                                                          | 24"64    | Non assegnato | Non assegnato | Zhang Yufei                                                                                                 | 24"71    |
| 100 m (dettagli)                | Margaret MacNeil | 54"05    | Torri Huske | 54"75         | Louise Hansson                                                                                              | 54"87    |
| 200 m (dettagli)                | Dakota Luther | 2'03"37  | Hali Flickinger | 2'03"78       | Elizabeth Dekkers                                                                                           | 2'03"94  |
| Misti                           | |          | |               | |          |
| 100 m (dettagli)                | Marrit Steenbergen | 57"53    | Béryl Gastaldello | 57"63         | Louise Hansson                                                                                              | 57"68    |
| 200 m (dettagli)                | Kate Douglass | 2'02"12  | Alexandra Walsh | 2'03"37       | Kaylee McKeown                                                                                              | 2'03"57  |
| 400 m (dettagli)                | Hali Flickinger | 4'26"51  | Sara Franceschi | 4'28"58       | Waka Kobori                                                                                                 | 4'29"03  |
| Staffette                       | |          | |               | |          |
| 4x50 m stile libero (dettagli)  | Stati Uniti Torri Huske Claire Curzan Erika Brown Kate Douglass Erin Gemmell* Natalie Hinds* Alexandra Walsh*         | 1'33"89  | Australia Meg Harris Madison Wilson Mollie O'Callaghan Emma McKeon Alexandria Perkins* Brittany Castelluzzo*             | 1'34"23       | Paesi Bassi Kim Busch Maaike De Waard Kira Toussaint Valerie Van Roon Tessa Vermeulen*                      | 1'35"36  |
| 4x100 m stile libero (dettagli) | Australia Mollie O'Callaghan Madison Wilson Meg Harris Emma McKeon Leah Neale*                                        | 3'25"43  | Stati Uniti Torri Huske Kate Douglass Claire Curzan Erika Brown Erin Gemmell* Natalie Hinds*                             | 3'26"29       | Canada Rebecca Smith Taylor Ruck Margaret MacNeil Katerine Savard Mary-Sophie Harvey*                       | 3'28"06  |
| 4x200 m stile libero (dettagli) | Australia Madison Wilson Mollie O'Callaghan Leah Neale Lani Pallister Meg Harris* Brittany Castelluzzo* Laura Taylor* | 7'30"87  | Canada Rebecca Smith Katerine Savard Mary-Sophie Harvey Taylor Ruck Sydney Pickrem* Kelsey Lauren Wog*                   | 7'34"47       | Stati Uniti Alexandra Walsh Hali Flickinger Erin Gemmell Leah Smith Erika Brown* Jillian Cox*               | 7'34"70  |
| 4x50 m misti (dettagli)         | Australia Mollie O'Callaghan Chelsea Hodges Emma McKeon Madison Wilson Kaylee McKeown* Jenna Strauch*                 | 1'42"35  | Stati Uniti Claire Curzan Lilly King Torri Huske Kate Douglass Alexandra Walsh* Annie Lazor* Erika Brown* Natalie Hinds* | 1'42"41       | Svezia Louise Hansson Klara Thormalm Sara Junevik Michelle Coleman Hanna Rosvall* Sofia Aastedt*            | 1'42"43  |
| 4x100 m misti (dettagli)        | Stati Uniti Claire Curzan Lilly King Torri Huske Kate Douglass Alexandra Walsh* Erika Brown*                          | 3'44"45  | Australia Kaylee McKeown Jenna Strauch Emma McKeon Meg Harris Mollie O'Callaghan* Chelsea Hodges* Alexandria Perkins*    | 3'44"92       | Canada Ingrid Wilm Sydney Pickrem Margaret MacNeil Taylor Ruck Kylie Masse* Rebecca Smith* Katerine Savard* | 3'46"22  |

Nota: * indica i nuotatori che hanno gareggiato solamente in batteria.

### Misto
| Evento                         | Oro | Tempo   | Argento                                                                                            | Tempo   | Bronzo | Tempo   |
| Stile libero                   | |         | |         | |         |
| 4x50 m stile libero (dettagli) | Francia Maxime Grousset Florent Manaudou Béryl Gastaldello Mélanie Henique Mary-Ambre Moluh*              | 1'27"33 | Australia Kyle Chalmers Matthew Temple Meg Harris Emma McKeon Flynn Zareb Southam* Madison Wilson* | 1'28"03 | Paesi Bassi Kenzo Simons Thom de Boer Maaike de Waard Marrit Steenbergen Stan Pijnenburg* Nyls Korstanje* | 1'28"53 |
| 4x50 m misti (dettagli)        | Stati Uniti Ryan Murphy Nic Fink Kate Douglass Torri Huske Shaine Casas* Michael Andrew* Alexandra Walsh* | 1'35"15 | Italia Lorenzo Mora Nicolò Martinenghi Silvia Di Pietro Costanza Cocconcelli Simone Cerasuolo*     | 1'36"01 | Canada Kylie Masse Javier Acevedo Ilya Kharun Margaret MacNeil Ingrid Wilm* Rebecca Smith*                | 1'36"93 |